# Vittorio Calcina
Vittorio Calcina (Torino, 31 dicembre 1847 – Milano, 31 dicembre 1916) ritenuto il primo cineasta italiano della storia.

## Biografia
Di professione fotografo, fu il rappresentante dei fratelli Lumière per l'Italia dal 1896. In quell'anno, il 23 ottobre, domandò al comune di Brescia la concessione della Crociera di San Luca per effettuarvi, nei locali della palestra "Forza e Costanza", la proiezione con il cinematografo de Il bagno di Diana di Giuseppe Filippi mentre, il 7 novembre, organizzò nell'ex Ospizio di Carità in via Po 33 a Torino una proiezione di una ventina di pellicole dei fratelli Lumière.
Divenne poi fotografo ufficiale di Casa Savoia e, in questa veste, filmò la prima pellicola italiana, Sua Maestà il Re Umberto e Sua Maestà la Regina Margherita a passeggio per il parco a Monza, creduta perduta fino al ritrovamento da parte della Cineteca Nazionale nel 1979.
Terminò la carriera di regista di cortometraggi nel 1905, quando riprese l'attività di rappresentante dei fratelli Lumière in Italia.

## Filmografia
Per molti anni fu ritenuto erroneamente l’autore del cortometraggio Sua Santità papa Leone XIII; una ricerca del 2023 ha invece attribuito la paternità del filmato a William Kennedy Laurie Dickson della American Mutoscope and Biograph Company.
Cortometraggi
- Sua Maestà il Re Umberto e Sua Maestà la Regina Margherita a passeggio per il parco a Monza (1896)
- Le principi di Napoli a Firenze (1897)
- Varo della Emanuele Filiberto a Castellammare (1898)
- L'entrata dell'esposizione di Torino (1898)
- Ciclisti romani in arrivo a Torino (1898)
- Il re alla rivista delle truppe reduci dalle grandi manovre l'8 settembre 1899 (1899)
- La passione di Cristo (1899)
- Il corteo funebre di accompagnamento alla salma di re Umberto (1900)
- La nave Stella Polare del Duca degli Abruzzi (1901)
- Il terremoto in Calabria (1905)